# Ganyu (stad)
Ganyu is een stad en een arrondissement in de prefectuur Lianyungang in het uiterste noorden van de Chinese provincie Jiangsu. Bij de volkstelling van 2020 had de stad zelf 569.229 inwoners, het arrondissement had 1.003.844 inwoners.